# 濱田和生
濱田 和生（はまだ かずお、1951年8月9日 - ）は、日本の経営者。サンスター社長を務めた。

## 経歴
兵庫県神戸市出身。1970年に甲南大学法学部を卒業し、同年にサンスターに入社。2006年6月に取締役に就任し、2007年6月には社長に昇格。2011年までに社長を務め、2013年には会長に就任。